# Le Théâtre de Jacques Grévin

Le Théâtre de Jacques Grévin est un recueil de pièces de théâtre (tragédie et comédies) et de poèmes de Jacques Grévin.
Il est dédié à Claude de France, duchesse de Lorraine. Ce recueil a été publié en 1561 à Paris, chez Vincent Sertenas et Guillaume Barbé.
Il comprend :
- un poème liminaire dédié à Claude de France, duchesse de Lorraine ;
- un Brief discours pour l’intelligence de ce Théâtre ;
- un poème en grec de Florent Chrestien « au portrait de Jacques Grévin » ;
- une Élégie de Pierre de Ronsard « A Jacques Grévin » ;
- une Ode de Damoiselle Marg. D.L.[1] ;
- un poème latin de George Buchanan « sur la tragédie de César » ;
- Cesar, tragédie ;
- une notice « Au lecteur » sur l'art de la comédie ;
- La Trésorière, comédie ;
- Les Esbahis, comédie ;
- une ode latine de Florent Chrestien ;
- le Second de l'Olympe ;
- des odes (à Claude de France, Delaunay, Charpentier, Rochon, au grand conseil) ;
- le Second livre de la Gélodacrye (qui contient les épitaphes de François de Bourbon et Joachim du Bellay)
- une Ode à Robert Estienne ;
- des « traductions de quelques sonnets et autres opuscules de Jacques Grévin » par Jean Dorat et Florent Chrestien.